# Sính ngoại

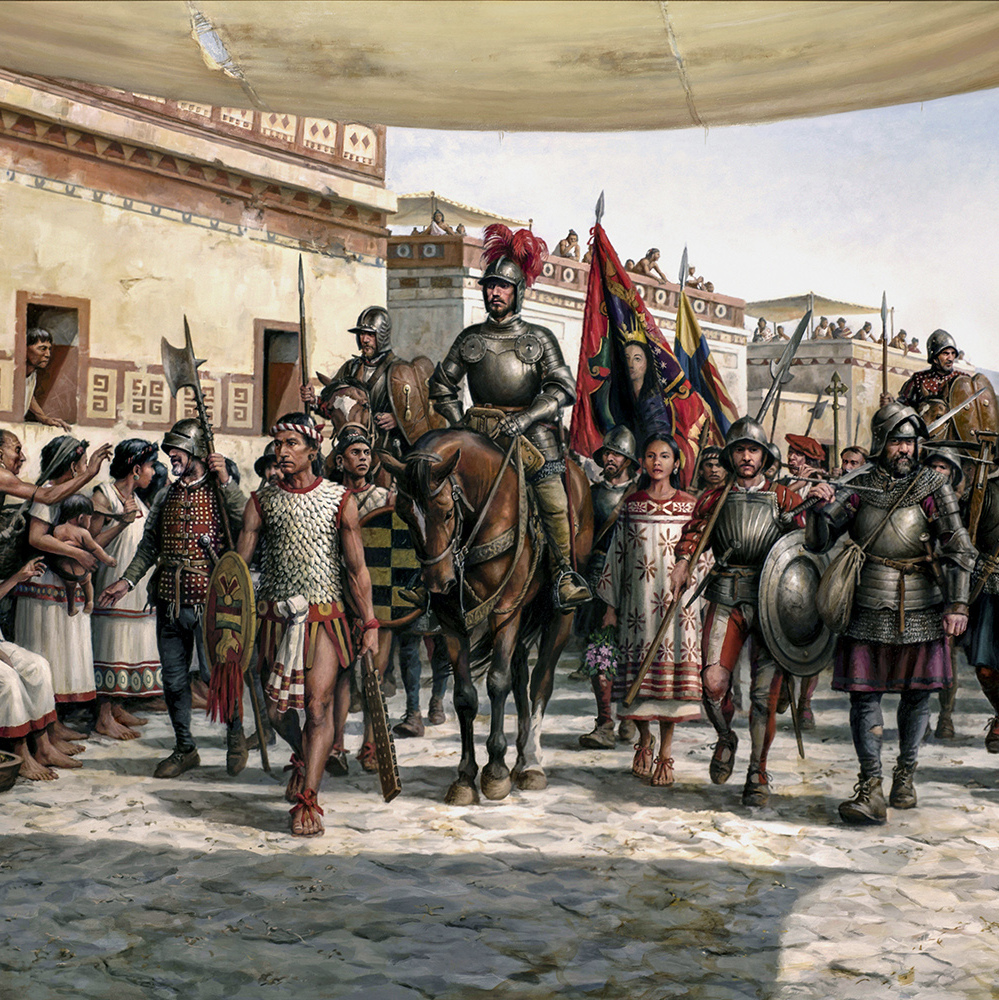
Sự chào đón của người da đỏ bản địa trước những kẻ xâm lược Tây Ban Nha

Sính ngoại (Xenocentrism) hay Chuộng ngoại (Xenophilia) hay Vọng ngoại hay Sùng ngoại là sự ưa thích các tập quán văn hóa của các nền văn hóa và xã hội khác, chẳng hạn như cách họ sống và những gì họ ăn, thay vì cách sống xã hội của riêng mình. Đó còn là một thuật ngữ xã hội học mô tả niềm tin rằng sản phẩm, phong cách, ý tưởng, hoặc văn hóa của một xã hội khác (thường là một xã hội được coi là phát triển hơn hoặc ưu việt hơn) thì tốt hơn, vượt trội hơn so với những thứ tương tự của xã hội bản địa của một người vốn dĩ thuộc về, những người vọng ngoại thường đánh giá cao và ưu tiên các yếu tố nước ngoài, đồng thời có thể đánh giá thấp hoặc xem nhẹ các yếu tố văn hóa, sản phẩm của chính đất nước mình, xu hướng tin rằng các chuẩn mực, giá trị, lối sống, và sản phẩm từ các nền văn hóa khác (đặc biệt là từ các nước phương Tây hoặc các nước phát triển) là ưu việt hơn. Ở một mức độ khác thì đây là tình cảm, sự thu hút hoặc sự đánh giá cao đối với con người, phong tục, tập quán hoặc nền văn hóa nước ngoài, đó là sự yêu thích, ngưỡng mộ hoặc bị thu hút bởi những gì thuộc về nước ngoài, người nước ngoài, hoặc những điều xa lạ, khác biệt so với văn hóa bản địa như văn hóa, phong tục, tập quán, sản phẩm, ngôn ngữ, hoặc con người từ các quốc gia khác, họ thường thể hiện sự quan tâm, cởi mở và đánh giá cao các nền văn hóa khác. 

## Đại cương
Sính ngoại hay chuộng ngoại là từ trái nghĩa của bài ngoại (Xenophobia/Xenophoby). Từ này được tạo ra từ tiếng Hy Lạp "xenos" (ξένος, có nghĩa là "người lạ", "không quen biết", "xa lạ") và "philia" (φιλία/"tình yêu", "sự hấp dẫn") mặc dù bản thân từ này không có trong tiếng Hy Lạp cổ điển. Trong tiếng Tây Ban Nha, tâm lý vọng ngoại, sùng ngoại, bái ngoại được gọi là Malinchismo là một thuật ngữ tiếng Tây Ban Nha được sử dụng chủ yếu ở Mexico để chỉ sự ngưỡng mộ quá mức đối với con người, văn hóa, ý tưởng, hành vi và lối sống của Hoa Kỳ, Châu Âu và các quốc gia nước ngoài khác so với những người bản địa ở Mexico (tương tự còn gọi là "me Tây" ở Việt Nam). Một ví dụ là sự lãng mạn hóa của quý tộc mọi (Noble savage) trong phong trào chủ nghĩa nguyên thủy thế kỷ XVIII trong nghệ thuật, triết học và dân tộc học châu Âu. Về mặt sinh học, tập tính ưa lạ với những ví dụ bao gồm sự chấp nhận của một loài côn trùng đối với một loài thực vật lạ được đưa vào có quan hệ gần gũi với vật chủ bình thường. Tính ưa lạ được phân biệt với tính chấp nhận thực vật lạ (hoặc tính dị dưỡng), và ít phổ biến hơn tính sợ lạ. Các nhà côn trùng học đầu thế kỷ XX đã kết luận sai lầm rằng sự tiến hóa của đĩa tuyến tận cùng (Glandular terminal disk) là chức năng của xenophily, sau khi phát hiện ra nó ở ấu trùng myrmecophilous. 
Trong ngữ cảnh tiêu cực hơn, gần với nghĩa "sính ngoại" hoặc "chuộng ngoại", chỉ sự yêu thích quá mức hoặc thiếu cân nhắc đối với những thứ ngoại lai, đôi khi đi kèm với việc đánh giá thấp hoặc xem nhẹ văn hóa, sản phẩm của chính quốc gia dân tộc mình. Tác giả Rene Dentiste Mueller và Amanda Broderick là những người đầu tiên áp dụng khái niệm thuyết người tiêu dùng sính hàng ngoại (CX) để mô tả sở thích của một số người tiêu dùng đối với hàng hóa nước ngoài, ngay cả khi hàng hóa trong nước về mặt chất lượng và/hoặc chức năng tương tự hoặc tốt hơn. Mặc dù hiện tượng sính hàng ngoại có phạm vi toàn cầu, các nhà nghiên cứu đã trích dẫn một số lượng lớn các nghiên cứu cho thấy có nhiều người tiêu dùng khách quan hơn ở các nước thuộc địa cũ, nơi người dân địa phương đã được định hình nếp suy nghĩ coi hàng ngoại nhập là tốt hơn hàng nội địa. Một hậu quả của tâm lý này là tác động tiêu cực của nó đối với ngành công nghiệp địa phương và làm giảm mức sống khi người tiêu dùng nghèo mua các sản phẩm nước ngoài (thường) đắt hơn. Chủ nghĩa khách quan của người tiêu dùng, đặc biệt là trong giới tinh hoa địa phương, làm giảm sự tự tin và lòng tự hào vào ngành sản xuất địa phương, điều này có thể dẫn đến mất các ngành công nghiệp địa phương, sự suy giảm trong các lựa chọn mua hàng, đặc biệt là đối với các sản phẩm truyền thống hoặc thậm chí là sự phụ thuộc vào các sản phẩm nước ngoài. 
Sự trân trọng văn hóa ngoại lai đề cập đến sự hấp dẫn hoặc ngưỡng mộ đối với một hoặc nhiều nền văn hóa không phải của riêng mình, sự ưa chuộng văn hóa lạ có thể liên quan đến sự e ngại về văn hóa. Tâm lý Malinchismo là một thuật ngữ mang tính miệt thị, chủ yếu được sử dụng ở Mexico và một số quốc gia Mỹ Latinh khác, để mô tả một dạng phức cảm tự ti dân tộc hoặc sự sùng ngoại có đặc điểm là ưu tiên, ngưỡng mộ hoặc đề cao các giá trị, sản phẩm, lối sống, và văn hóa nước ngoài (đặc biệt là của các nước phát triển phương Tây hoặc Mỹ) trong khi lại coi thường, đánh giá thấp hoặc từ chối văn hóa, sản phẩm và giá trị của chính dân tộc mình. Nó được mô tả như một hình thức thu hút mà một người từ một nền văn hóa phát triển đối với một nền văn hóa khác, một trường hợp cụ thể của sự rụt rè về văn hóa. Thuật ngữ "malinchism" bắt nguồn từ tên của La Malinche (còn được biết đến với các tên gọi như Malinalli, hay Malintzin hoặc Doña Marina) là một phụ nữ người Nahua bản địa vào thế kỷ XVI với vai trò là người phiên dịch, cố vấn và người tình của Hernán Cortés trong cuộc chinh phục Đế chế Aztec của Tây Ban Nha. Trong dòng lịch sử và văn hóa dân gian Mexico, hình ảnh bà La Malinche vô cùng phức tạp và gây tranh cãi trái chiều. Bà được một số người coi là người mẹ biểu tượng của dân tộc Mexico hiện đại (người Mestizo) nhưng bà cũng bị coi là một kẻ phản bội nòi giống, người đã giúp đỡ ngoại bang xâm lược, nối giáo cho giặc và phá hủy nền văn hóa bản địa. Do đó, "Malinchism" mang hàm ý tiêu cực về sự phản bội lại nguồn gốc, sự tự ti và sùng bái những gì thuộc về kẻ chinh phục hoặc thế lực bên ngoài, nó đã được mô tả như là một mặc cảm tự ti dân tộc hoặc lòng tự nhục quốc gia.